# Římskokatolická farnost Hlučín
Římskokatolická farnost Hlučín je farnost římskokatolické církve v děkanátu Hlučín ostravsko-opavské diecéze.

## Historie
Vznik farní správy na Hlučínsku není dostatečně zpracovaný z důvodu absence důležitých pramenů. Jedinými prameny zůstaly matriky, opisy nadačních listin z let 1508 - 1680 a také dvě pamětní knihy farnosti z let 1916 - 1935 a 1936 - 1998, které jsou uloženy na faře v Hlučíně.
Kostel sv. Jana Křtitele, který byl postaven v gotickém slohu, stál na místě staršího kostela, který byl ze dřeva. První zmínky o kostele jsou datovány rokem 1378. O 14 let později byla ke kostelu přistavěna fara. Jako další byly ke kostelu přistavěny kaple – na severní části chrámové lodi byla přistavěna kaple sv. Anny a na jižní straně kaple Andělská a kaple sv. Michala, která bývá také nazývána „Boží hrob“. Kostel sv. Jana Křtitele prošel mnoha rekonstrukcemi, avšak v roce 1616 opravená stavba vyhořela a o dva roky později byla propadlá klenba opravena. Naposledy prošel kostel rekonstrukcí v roce 1928. Během této rekonstrukce byl kostel barokně přestavěn, ale byly zde zachovány renesanční a gotické prvky.  

## Zachované listiny
Na farním úřadu v Hlučíně je uložen soubor s 23 listinami z let 1450–1742. Většinou se jedná o fundační listiny, které se poutají k hlučínskému farnímu kostelu sv. Jana Křtitele. V roce 1680 sepsal farář Tomáš František Petříkovský „Liber fundationum“ farního kostela v Hlučíně.